# Georges Florovsky
Georges Florovsky (en russe : Георгий Васильевич Флоровский, Gueorgui Vassilievitch Florovski), né le 28 août 1893 (9 septembre dans le calendrier grégorien) à Odessa (Empire russe), mort le 11 août 1979 à Princeton (États-Unis), est un théologien orthodoxe, pionnier du mouvement néo-patristique orthodoxe et du mouvement œcuménique. Il a été successivement professeur à l’Institut Saint-Serge de Paris, à l’institut Saint-Vladimir de New York puis aux universités Harvard et de Princeton.

## Biographie
Georges Florovsky est né le 28 août selon le calendrier julien (9 septembre selon le calendrier grégorien) 1893 à Odessa, dans une famille dont il était le quatrième enfant. Son père, prêtre orthodoxe, était le doyen de la cathédrale et le recteur de l’Académie théologique. Éduqué dans un milieu propice aux études et aux rencontres avec des intellectuels de différents pays, il a appris au cours de sa scolarité l'anglais, l'allemand, le français, le latin, le grec et l'hébreu (sa mère enseignant ces deux dernières langues). À dix-huit ans, il a entrepris des études de philosophie et d’histoire. Après avoir enseigné pendant trois ans dans les écoles secondaires à Odessa, il a obtenu sa licence en 1919 et a été nommé comme enseignant à l'Université d'Odessa. La Révolution l’a obligé, en 1920, à quitter la Russie avec sa famille.
En 1921, il a été appelé à enseigner la philosophie du droit à l’Université de Prague, où enseignaient aussi d’autres intellectuels russes en exil comme Nicolas Lossky. S’étant déplacé à Paris, il a été nommé, en 1925, professeur de patrologie à l'Institut de théologie orthodoxe Saint-Serge. En 1932, il a été ordonné ordonné prêtre. Ses années d’enseignement à Saint-Serge ont été jalonnées par la publication, en russe, de ses cours de patristique, et de l’une de ses œuvres majeures : Les Voies de la théologie russe.
En conflit avec Serge Boulgakov, qui enseignait la dogmatique dans le même institut et développait une œuvre controversée dont le thème central était la sophiologie, Florovsky a quitté Paris en 1948 et s’est installé à Crestwood, près de New York, où il est devenu, en 1950, doyen du Séminaire de théologie orthodoxe Saint-Vladimir nouvellement fondé. En 1954, il a été nommé comme professeur d’histoire de l'Église orientale à l'Université Harvard, poste qu’il a occupé jusqu’en 1965. Il a parallèlement enseigné au séminaire orthodoxe de Holy Cross à Boston de 1955 à 1959, et comme professeur associé au Département d’études slaves de l’Université de Princeton de 1965 à 1972. Au cours de son séjour aux États-Unis, il a publié de nombreux articles, écrits pour la plupart en anglais. Engagé dans le mouvement œcuménique qui en était à ses débuts, il a participé à de nombreuses rencontres internationales. Il est décédé le 11 août 1979.

## Publications
- Les Voies de la théologie russe, Paris, 1937 (en russe); trad. fr. partielle et notes de J.-C. Roberti, Paris, Desclée de Brouwer, 1991 ; trad. intégrale par Jean-Louis Palierne, Les voies de la théologie russe, Lausanne, L'Âge d'Homme, coll. "Sophia", 2001
- Collected works, vol. 1-5, Nordland,  Belmont, Mass., 1972-1979 ;  vol. 6-14, Büchervertriebsanstalt, Vaduz, 1987-1989.
  - Volume 1: Bible, Church, Tradition
  - Volume 2: Christianity and Culture
  - Volume 3: Creation and Redemption
  - Volume 4: Aspects of Church History
  - Volume 5: Ways of Russian Theology, Part I.
  - Volume 6: Ways of Russian Theology Part II.
  - Volume 7: Eastern Fathers of the Fourth Century
  - Volume 8: Byzantine Fathers of the Fifth Century
  - Volume 9: Byzantine Fathers of the Sixth to Eight Centuries
  - Volume 10: Byzantine Ascetic and Spiritual Fathers
  - Volume 11: Theology and Literature
  - Volume 12: Philosophy
  - Volume 13: Ecumenism I: A Doctrinal Approach
  - Volume 14: Ecumenism II: An Historical Approach
- On Church and Tradition. An Eastern Orthodox View
- The Catholicity of the Church
- The Lost Scriptural Mind
- The Limits of the Church, Church Quarterly Review, 1933
- St. John Chrysostom. The Prophet of Charity
- The Ascetic Ideal and the New Testament. Reflections on the Critique of the Theology of the Reformation
- Following the Holy Fathers
- St Gregory Palamas and the Tradition of the Fathers
- and Interpretation Revelation and Interpretation
- Scripture and Tradition: an Orthodox View
- The Work of the Holy Spirit in Revelation
- Holy Icons

## Œuvre
Florovsky a été en premier lieu un patrologue, auteur de synthèses pédagogiques sur les Pères orientaux du IVe au VIIIe siècle et d'articles plus spécialisés sur Origène, Athanase d'Alexandrie, Jean Chrysostome ou Grégoire Palamas. Il est considéré comme étant, avec Vladimir Lossky, l'un des pionniers du mouvement dit néo-patristique, c'est-à-dire faisant retour aux sources patristiques, après que, aux XVIIIe, XIXe et début du XXe siècle la théologie russe se fut éloignée d'elles au profit d'une spéculation de type philosophique et de références puisées dans la philosophie et la théologie occidentales. Les Voies de la théologie russe est un manifeste où Florovsky critique sévèrement les penseurs de cette période qu'il considère comme ayant été "la captivité de Babylone" de la théologie russe, et préconise un retour aux Pères (de l'Église).
Florovsky a été en second lieu un ecclésiologue renouvelant la conception de l'Église. La Tradition, et les rapports qu'elle entretient avec l'Église, l'Écriture et les Pères, est aussi l'un de ses thèmes de prédilection.